# 希尔达·索利斯
希尔达·索利斯（英語：Hilda Lucia Solis，發音：/sɵˈliːs/；1957年10月20日—），是第25任美国劳工部长。她是民主党人，曾在2001年到2009年代表加利福尼亚州担任联邦众议员。

## 早年与教育
她生长于洛杉矶县，父母是来自于尼加拉瓜和墨西哥的移民。

## 职业
任职众议员时，她关注于劳工和环境问题。2008年12月被奥巴马提名为劳工部长人选，2009年2月上任，成为首位西班牙/葡萄牙裔出身的美国女性部长。